# Parque Nacional Viracheyn
O Parque Nacional Virachey é um parque nacional no nordeste do Camboja, país do Sudeste Asiático. Apesar de proteger parte da flora e fauna da prioridade de conservação internacional, o parque está sob séria ameaça de extração ilegal de madeira na região. O parque é um dos dois únicos cambojanos que estão entre os Patrimônios Ecológicos da Associação de Nações do Sudeste Asiático (ASEAN). e é uma das áreas prioritárias para a conservação no Sudeste Asiático. Virachey se sobrepõe nas províncias cambojanas de Ratanakiri e Stung Treng, cobrindo uma área de 3.325 km².
O Parque Nacional Virachey foi criado sob o Decreto Real relativo à criação e designação de áreas protegidas, emitido em 01 de novembro de 1993, e está sob a administração do Ministério do Meio Ambiente do Camboja.